# Manuel Leiras Pulpeiro
Manuel Leiras Pulpeiro (Mondoñedo, 1854 - id., 1912) fue un escritor español en lengua gallega.

## Trayectoria
Estudió Latín y Humanidades en el seminario de su ciudad natal, y Medicina en Madrid. Ejerció la Medicina en Mondoñedo, con un gran reconocimiento popular. Francmasón de nombre simbólico Lúculo.
Republicano, fue Presidente del Comité Republicano Federal de Mondoñedo Liberal. Anticlerical, su talante le creó numerosas dificultades en Mondoñedo, sede episcopal, consiguiendo mantener sus convicciones con total firmeza.
Rechazó el nombramiento de miembro de la Real Academia Gallega por creer no merecerlo, pero donó a esta institución importante material por él recogido. Escribió un solo libro, «Cantares Gallegos», con poemas de tipo popular y de temática costumbrista, patriótica y sátira anticlerical, donde eleva a la categoría de mito la figura del Mariscal Pardo de Cela.
Cantó a Mondoñedo y a sus tierras, a Galicia y a sus problemas. Sus restos recibieron sepultura en el cementerio civil de Mondoñedo. Pocos años después de su muerte se recopilaron en una edición llamada «Obras Completas» las composiciones que había dejado inéditas.
Se le dedicó en 1983 el Día de las Letras Gallegas.